# Gustavo Blanco Leschuk
Gustavo Ezequiel Blanco Leschuk (Mendoza, 5 de noviembre de 1991) es un futbolista argentino que juega como delantero en el Foolad F. C. de la Iran Pro League.
Su padre es Marcelino Blanco, ídolo de América, goleador de Huracán y Racing de Córdoba, entre otros. Su hermano Iván Blanco Leschuk también es futbolista (jugó en Arsenal de Sarandí y San Martín de Mendoza).

## Trayectoria
Jugó dos años en Independiente Rivadavia "La Lepra" de Mendoza. De los 15 a los 17, después estuvo en las inferiores de Independiente de Avellaneda y llegó la chance de sumarse a Arsenal de Sarandí.
El 11 de junio convirtió su gol número 1 en primera división y de seguro fue de suerte, fue cómo visitante, también con Arsenal, ante Colón, partido que su equipo lo derrotó por 1 a 0 y le permitió a este escaparle a la zona de promoción y dejarlo a un paso de la Copa Sudamericana 2011. En arsenal disputó 27 partidos y marcó 3 goles.
A mediados de 2012 pasó a Deportivo Merlo, de la Primera B Nacional. pero no tuvo la continuidad que él quería y quedó libre. Luego en 2014 lo compró el FK Anzhí Majachkalá de Rusia, donde estuvo seis meses pero las lesiones en la rodilla no le permitieron rendir al máximo. 
Para la segunda mitad de 2014 salió la oportunidad de jugar en Marruecos en el Wydad Casablanca donde disputó 5 partidos. En el 2015 ya totalmente recuperado de la rodilla jugó en Assyriska FF de la Superettan de Suecia donde marcó 10 goles en 26 partidos lo que le hizo ganar confianza y experiencia.
Tiene posteriormente una aventura en tierras ucranianas, destacando su paso por el Shakhtar Donetsk, con el que consigue dos ligas, dos copas y una Supercopa de Ucrania, y debuta en competiciones europeas (Liga Europa de la UEFA), ante el Celta de Vigo el 16 de febrero de 2017, quedando eliminados.
En verano de 2018 firmó por el Málaga C. F. de la Segunda División de España por una temporada, cedido por el Shakhtar Donetsk. En su debut frente a la A. D. Alcorcón, marcó gol en el 82'. Durante la temporada 2018-19 en el conjunto de La Rosaleda disputó 42 encuentros de los que fue titular en 38 de ellos, en los que aportó nueve goles y nueve asistencias.
El 24 de agosto de 2019 firmó por el Antalyaspor de la liga turca por 4 temporadas, comprando su pase al Shakhtar Donetsk.
El 17 de septiembre de 2020 firmó con el Real Oviedo, regresando así al fútbol español, por una temporada. Los azules se reservaban una opción de compra obligatoria en el caso de ascenso a Primera División. Esto no sucedió, aunque se quedó en España tras acumular una nueva cesión a la S. D. Eibar. Después de este préstamo siguió en el conjunto armero, firmando en agosto de 2022 por dos años.
A finales de agosto de 2023 rescindió su contrato con la S. D. Eibar y fichó por el Esteghlal Tehran F. C., siendo de este modo el primer argentino que jugaba en Irán. No fue el único equipo de este país en el que militó, ya que en enero de 2025 se unió al Foolad F. C.

## Clubes
| Club                     | País      | Año       |
| ------------------------ | --------- | --------- |
| Arsenal de Sarandí       | Argentina | 2011-2013 |
| Deportivo Merlo (cedido) | Argentina | 2012-2013 |
| F. K. Anzhí Majachkalá   | Rusia     | 2014      |
| Wydad Casablanca         | Marruecos | 2014-2015 |
| Assyriska FF             | Suecia    | 2015      |
| F. C. Karpaty Lviv       | Ucrania   | 2016-2017 |
| Shakhtar Donetsk         | Ucrania   | 2017-2019 |
| Málaga C. F. (cedido)    | España    | 2018-2019 |
| Antalyaspor              | Turquía   | 2019-2022 |
| Real Oviedo (cedido)     | España    | 2020-2021 |
| S. D. Eibar (cedido)     | España    | 2021-2022 |
| S. D. Eibar              | España    | 2022-2023 |
| Esteghlal Tehran F. C.   | Irán      | 2023-2025 |
| Foolad F. C.             | Irán      | 2025-     |

## Palmarés

### Títulos nacionales
| Título                      | Club             | País      | Año    |
| --------------------------- | ---------------- | --------- | ------ |
| Primera División            | Arsenal          | Argentina | C-2012 |
| Liga de Fútbol de Marruecos | Wydad Casablanca | Marruecos | 2015   |
| Liga Premier de Ucrania     | Shakhtar Donetsk | Ucrania   | 2017   |
| Copa de Ucrania             | Shakhtar Donetsk | Ucrania   | 2017   |
| Supercopa de Ucrania        | Shakhtar Donetsk | Ucrania   | 2017   |
| Copa de Ucrania             | Shakhtar Donetsk | Ucrania   | 2018   |
| Liga Premier de Ucrania     | Shakhtar Donetsk | Ucrania   | 2018   |